# Cadillac Cien

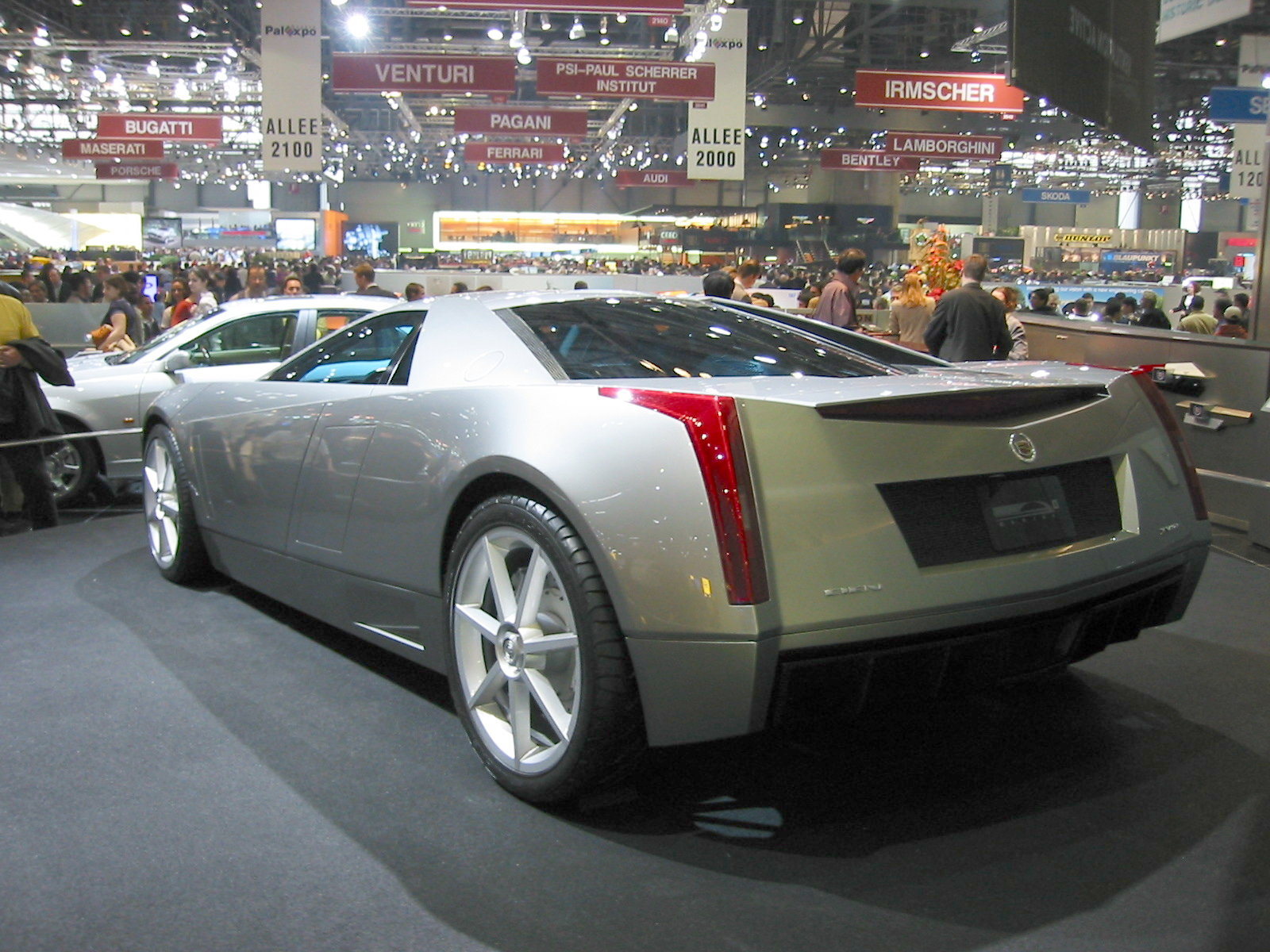
Heckansicht

Der Cadillac Cien ist ein zweitüriges, heckgetriebenes Mittelmotor-Coupé von Cadillac.

## Historie
Das Fahrzeug ist ein Prototyp aus dem Jahr 2002, der zum hundertjährigen Jubiläum von Cadillac auf der Detroit Auto Show 2002 präsentiert wurde.

## Der Cien in den Medien
Bekannt ist der Cien unter anderem aus dem Film Die Insel und den Spielen Gran Turismo 4 für die Playstation 2, Gran Turismo 5 für die Playstation 3, dem Spiel Test Drive Unlimited der Spiele-Serie Test Drive und Midnight Club 3: DUB Edition Remix.

## Technische Daten
Quellen

### Chassis
| Länge   | Breite  | Höhe    | Radstand | Spurweite vorn | ... hinten |
| ------- | ------- | ------- | -------- | -------------- | ---------- |
| 4457 mm | 1975 mm | 1170 mm | 2750 mm  | 1726 mm        | 1632 mm    |

Das Chassis besteht zu einem großen Teil aus  kohlenstofffaserverstärktem Kunststoff (CFK).

### Reifen
| Bereifung vorn | ... hinten | Reifenhersteller |
| -------------- | ---------- | ---------------- |
| 245/35 R19     | 335/30 R21 | Michelin         |

### Motor
| Bezeichnung    | Hersteller | Motorbauart | Ventilsteuerung | Gemischaufbereitung      | Hubraum  | max. Leistung bei min−1  | max. Drehmoment bei min−1 |
| -------------- | ---------- | ----------- | --------------- | ------------------------ | -------- | ------------------------ | ------------------------- |
| Northstar XV12 | GM         | V12         | DOHC            | Benzindirekteinspritzung | 7514 cm³ | 750 hp (559 kW) bei 6400 | 610 Nm bei 1500           |

Zudem ist der Motor mit variablem Ansaugsystem, Zylinderabschaltung im Teillastbetrieb und variabler Ventilsteuerung ausgestattet.

### Getriebe
- sequenzielles 6-Gang-Getriebe

### Fahrleistungen
- Beschleunigung, 0–100 km/h: < 2,9 s
- Höchstgeschwindigkeit: > 370 km/h